# Oodera tenuicollis
Oodera tenuicollis är en stekelart som först beskrevs av Walker 1872.  Oodera tenuicollis ingår i släktet Oodera och familjen puppglanssteklar. Inga underarter finns listade i Catalogue of Life.